# Anneli Ott
Anneli Ott, i ett tidigare äktenskap 2000–2012 Anneli Vitkin, född 2 maj 1976 i Tartu i dåvarande Estniska SSR, är en estnisk socialliberal politiker tillhörande Estniska centerpartiet. 
Från 26 januari 2021 var hon Estlands kulturminister i Kaja Kallas regering och var dessförinnan från 25 november 2020 Estlands minister för offentlig förvaltning i Jüri Ratas andra regering.

## Biografi

### Uppväxt och utbildning
Ott föddes 1976 i Tartu och växte upp i Parksepa i Võrumaa. Hon studerade vid den idrottsvetenskapliga fakulteten vid Tartu universitet och tog masterexamen som grundskollärare år 2000.

### Familj
Hennes pappa, Jaak Ott, var borgmästare i Võru och avled tillsammans med mamman Helve Ott, född Tigasson, i Estoniakatastrofen i september 1994. Paret var på väg för att besöka Võrus vänort Landskrona vid tillfället. Hennes farbror Jüri Ott är politiker i Tallinn. Hon var tidigare gift och har en son och en dotter från det äktenskapet. 

### Politisk karriär
Ott var medlem av Estniska folkunionen från 2005 och aktiv lokalpolitiker i södra Estland. År 2009 blev hon medlem i Socialdemokratiska partiet och valdes till borgmästare i Võru samma år. Efter att hon redan 2010 fått lämna posten bytte hon 2011 parti till Estniska centerpartiet. Från 2011 till 2014 arbetade hon inom förvaltningen i Nõmme stadsdelsområde i Tallinn. 2019 valdes hon in i Riigikogu och utsågs i november följande år till Jaak Aabs efterföljare som förvaltningsminister i Jüri Ratas mitten-högerkoalitionsregering. Efter regeringens avgång i januari 2021 utsågs hon till kuturminister även i Kaja Kallas regering.